# Santa Muerte
Santa Muerte (em português: Santa Morte) é uma figura sagrada venerada no México, provavelmente um sincretismo entre crenças católicas e mesoamericanas. A cultura mexicana mantém desde a era pré-colombiana uma certa reverência em relação à morte, manifestada em celebrações sincréticas como o Dia dos Mortos. Entre os elementos da celebração está o uso de esqueletos para lembrar as pessoas de sua mortalidade, os quais são adornados, muitas vezes, com terços e rosários, elementos do catolicismo.
A Santa Muerte geralmente aparece como uma figura esquelética, vestida com um longo manto (um esqueleto sob um manto) e carregando um ou mais objetos, normalmente uma gadanha e um globo. O manto costuma ser branco, mas representações da figura variam significantemente de pessoa a pessoa conforme o pedido do devoto ou do ritual a ser apresentado. Como o culto à Santa Muerte era clandestino até recentemente, a maioria das preces e outros rituais eram feitos de forma privada, em casa. Entretanto, nos últimos dez anos, a veneração tornou-se mais pública, especialmente na Cidade do México. O culto é condenado pela Igreja Católica no país, mas está firmemente entranhado nas tradições das classes baixas e marginalizadas do México. O número de fiéis de Santa Muerte cresceu nos últimos vinte anos, chegando a aproximadamente dois milhões de seguidores, além de atravessar fronteiras, alcançando as comunidades mexicanas dos Estados Unidos.

## Origens
De forma similar a outras culturas pelo mundo, deidades pré-cristãs no México são algumas vezes sincretizadas como santos. Por outro lado, na Espanha, a expressão santa muerte pode ser simplesmente interpretada como "a santa morte". Desta forma, Santa Muerte pode ser simplesmente uma representação da reinterpretação folclórico-religiosa da prática da Igreja Católica Romana de orar para receber um morto em estado de graça.
Santa Muerte é também venerada pela Iglesia Católica Tradicionalista Mexicana-Estadounidense, uma Igreja sem relação com a Igreja Católica Romana.

## Aparência
Santa Muerte é geralmente vestida como o anjo da morte, carregando uma gadanha e uma balança (que pode ser reminiscente de São Miguel). Ela também pode estar vestida com um manto vermelho e uma coroa dourada; nesta forma, a veem como uma variação da Virgem Maria.[carece de fontes?]
Estátuas de Santa Muerte são confeccionadas em vermelho, branco, verde e preto, para o amor, sorte, sucesso financeiro e proteção. Oferendas à Santa Muerte incluem rosas, maconha, cigarros, frutas, doces e tequila. Santuários em homenagem à Santa Muerte são adornados com rosas-vermelhas, cigarros e garrafas de tequila, e velas queimam em adoração. Por todo o México e em parte dos Estados Unidos (especialmente em comunidades de imigrantes mexicanos), são vendidos itens como cartas, medalhas e velas relacionados à santa. Santa Muerte é frequentemente tomada por padroeira por traficantes, sequestradores e outros criminosos, ou por pessoas que vivem em comunidades violentas. Muitos dos altares dedicados a La Santísima Muerte podem ser encontrados ao longo das estradas no nordeste do México, e foram construídos por traficantes.

## Destruição de altares
Em 24 de março de 2009, autoridades mexicanas destruíram 30 capelas dedicadas à Santa Muerte nas cidades de Nuevo Laredo e Tijuana, em resposta às suas fortes associações com traficantes de drogas e a pedido de moradores locais. José Manuel Valenzuela Arce, um pesquisador do Colegio de la Frontera Norte, fez um comentário sobre a ação: "a destruição dessas capelas não vai diminuir em nada o crime... Alguém que está indo cometer um crime poderia ir tanto a uma capela de Santa Muerte quanto a uma igreja católica, ou simplesmente não ir a lugar nenhum".